# Джон Уебър
Джон Уебър (на английски: John Webber) (1751 – 1793) е английски художник, който придружава капитан Джеймс Кук по време на третата му тихоокеанска експедиция. Известен е със своите портрети на Кук и изображения от Австралия, Океания, Хавай и Аляска.

## Биография
Уебър е роден в Лондон. Баща му Ейбрахам Уебър е скулптор от швейцарски произход, който се премества в Лондон и сключва брак с мис Мери Куант през 1744 г.
Когато Джон е на шест години, родителите му го изпращат в Берн, за да живее със своята леля. На шестнадесет, той започва да се учи при известен художник на пейзажи, Йохан Лудвиг Аберли. Там прекарва три години, а след това е изпратен да учи в Париж. След като приключва художественото си образование там, Уебър се завръща в Лондон, за да продължи да се обучава в Кралска академия по изкуствата.
През 1776 г., една изложба на Уебър привлича вниманието на Даниел Соландер, ботаник на първата експедиция на Джеймс Кук. Соландер знае, че министерството на флота се нуждае от художник за настъпващото пътешествие и затова се среща с Уебър, а след това го препоръчва на флота.
Едва 24-годишен, Уебър получава възможност да работи като художник на третото тихоокеанско пътешествие на Джеймс Кук. Там и той, и работата му са дълбоко уважавани – създава множество материали, от съвсем бързи скици до професионални картини. На Приключенския залив през 1777 г. Уебър прави портрети на местни хора, а в Нова Зеландия рисува множество пейзажи. По време на пътешествие до остров Хавай, в което Кук е убит, Уебър става първият художник, достигнал до Хавай (тогава наречен от Кук Сандвичеви острови, в чест на лорд Сандвич). Там той рисува множество портрети и пейзажи.
През април 1778 г. корабите достигнат до остров Ванкувър, Канада, където Уебър отново рисува местни хора и прави пейзажи.
Една от първите му задачи след завръщането на експедицията в Англия през 1780 г. е да завърши портрета на Кук, който бил започнал през 1776 г. Вече завършен, той го представя на неговата вдовица. Отново в Англия, Уебър излага около 50 свои картини в Кралска академия по изкуствата и е назначен за неин сътрудник през 1785 г.
През остатъка от живота си Уебър редовно пътува из Европа и Великобритания, рисувайки пейзажи. Освен това продължава да прави портрети, базирани на експедициите из Тихия океан. През 1791 г. получава и пълно членство в Кралската академия.
Умира през 1793 г. от заболяване на бъбреците, оставяйки богато наследство.

## Галерия
- Портрет на Поедооа, 19-годишната дъщеря на вожда Ори. Това е едно от най-ранните изображения на полинезийска жена, създадено от европеец.
- Смъртта на капитан Кук.
- Портрет на Джеймс Кук.
- Портрет на мъж от остров Ванкувър.
- Морска видра.